# Пам’ятник клавіатурі
Па́мятник клавиату́рі — перша у Єкатеринбурзі скульптура виготовлення у стилі ленд-арт, вона була присвячена комп'ютерній клавіатурі. Відкрита 5 жовтня 2005 року. Автор — Анатолій Вяткін.

## Історія створення
Клавіатура була створена у 2005 році як частина спецпроєкту фестивалю «Довгі історії Єкатеринбурга» за проєктом Анатолія Вяткина. Продюсерами та кураторами проєкту виступили Наіля Аллахвердієва #і Арсеній Сергіїв,, який на той час був представником культурної агенції «АртПолітика». Виробництво проєкту було здійснене за технічною підтримкою компанії «Атомстройкомплекс». Незважаючи на високу популярність у містян та гостей, проєкт так і не отримав офіційного статусу пам'ятника. Фактично не визнана місцевою владою як культурно значущий об'єкт клавіатура тим не менш увійшла у майже всі путівники Єкатиренбурга. З неї, весною 2011 року почалося малювання на асфальті «Червоної лінії», що проходила через 32 головних пам’ятки центра міста.

## Конструктивні особливості
Пам'ятник представляє собою копію клавіатури з бетону у масштабі 30:1. Складається з 104 клавіш, зроблених з бетону вагою від 100 до 500 кг, розташованих у розкладці QWERTY/ЙЦУКЕН по стандарту ANSI. Клавіші розташовані у поглибленнях з інтервалом у15 см. Проєкт має спільну площу — 16 × 4 м. Поверхня клавіш плоска з рельєфними визначеннями абетки та з функціональних символів, розміщених у точнісінько такому ж порядку, що і на звичайній комп’ютерній клавіатурі.
У липні 2016 року на клавіші End установлена меморіальна дошка на честь Євгенія Зоріна.

## Культурологічні особливості та оцінки

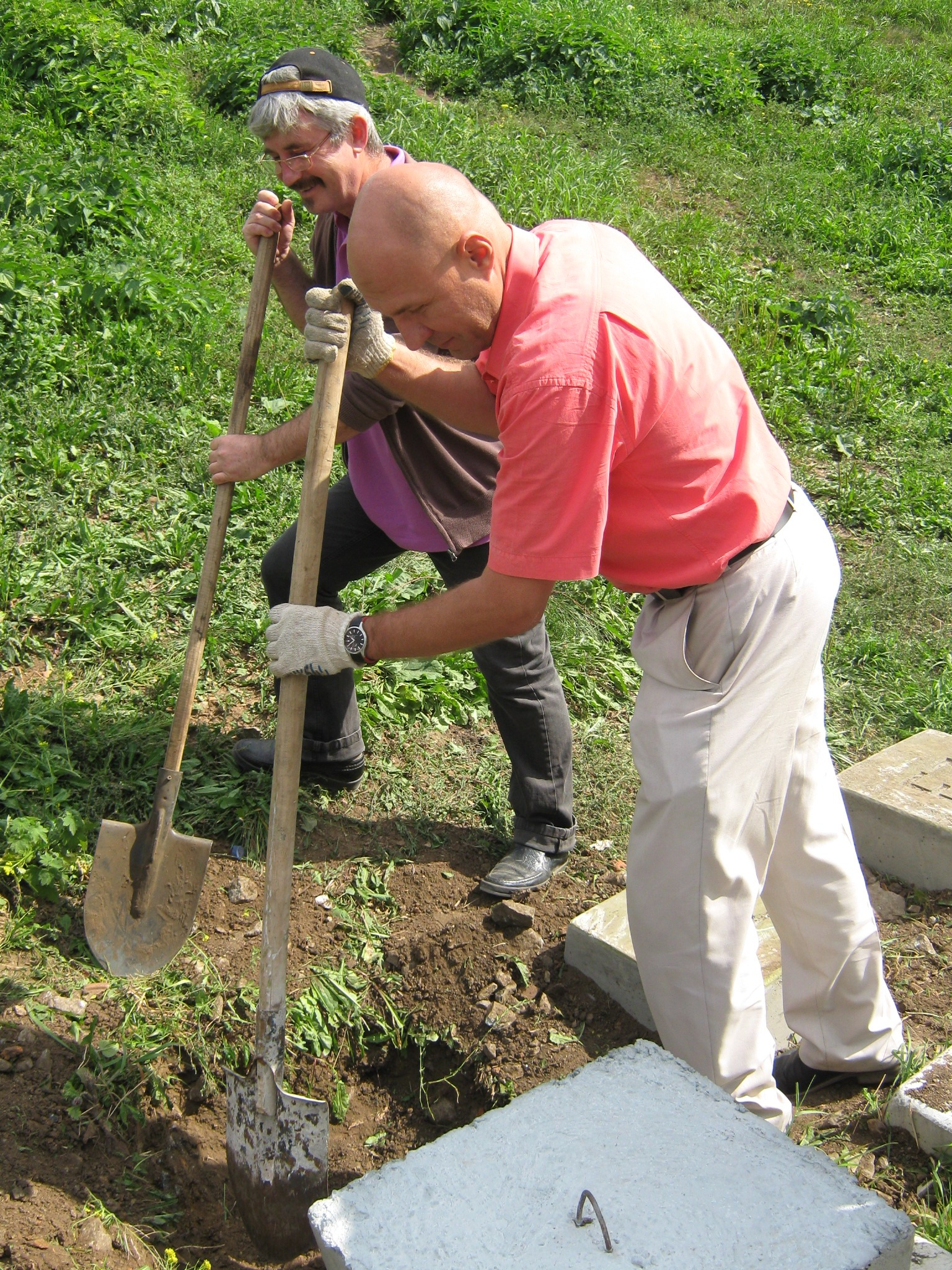
Анатолій Вяткин і Антон Борисенко відновлюють загублені клавіші

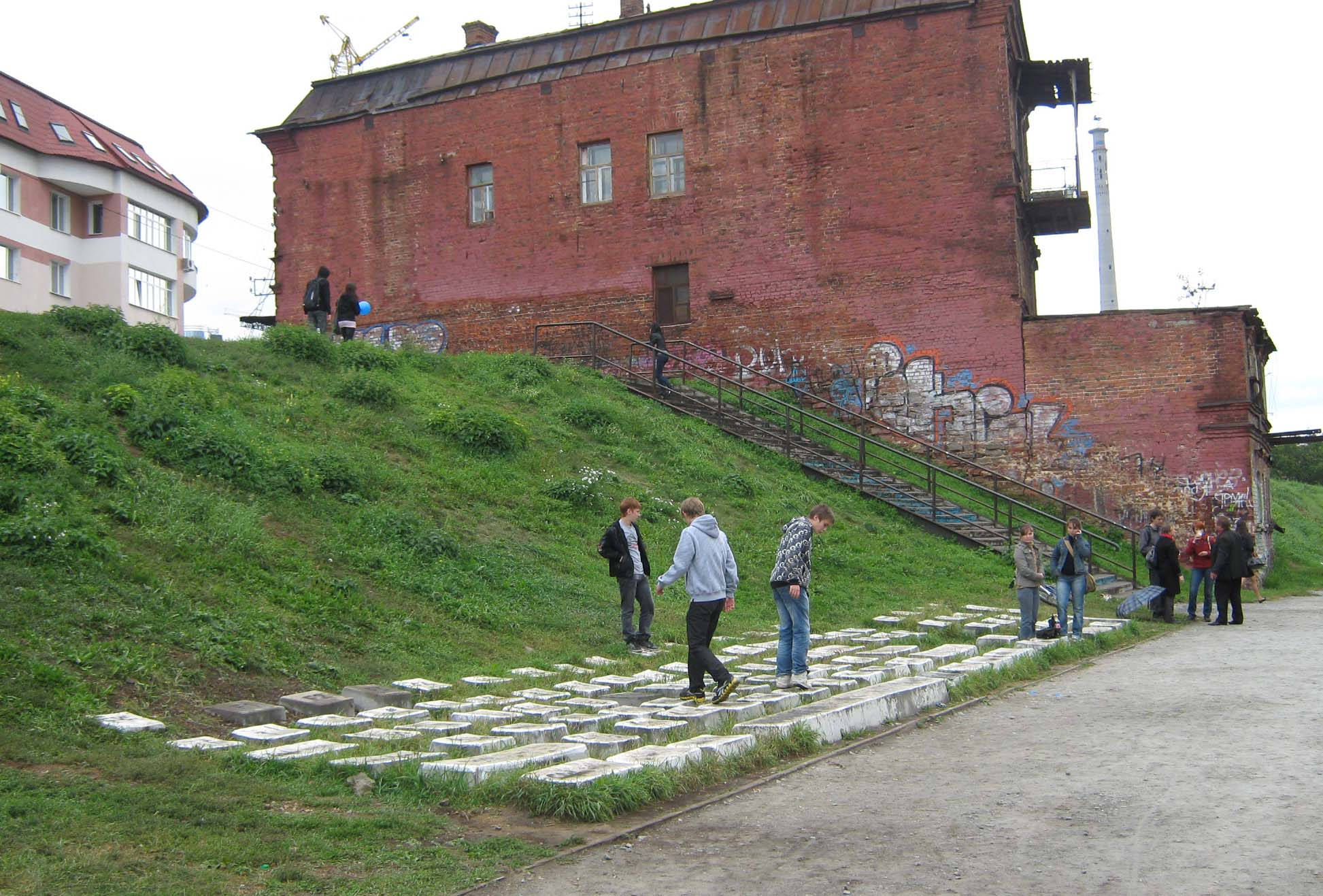
Пам’ятник з відновленими клавішами у серпні 2011 році.

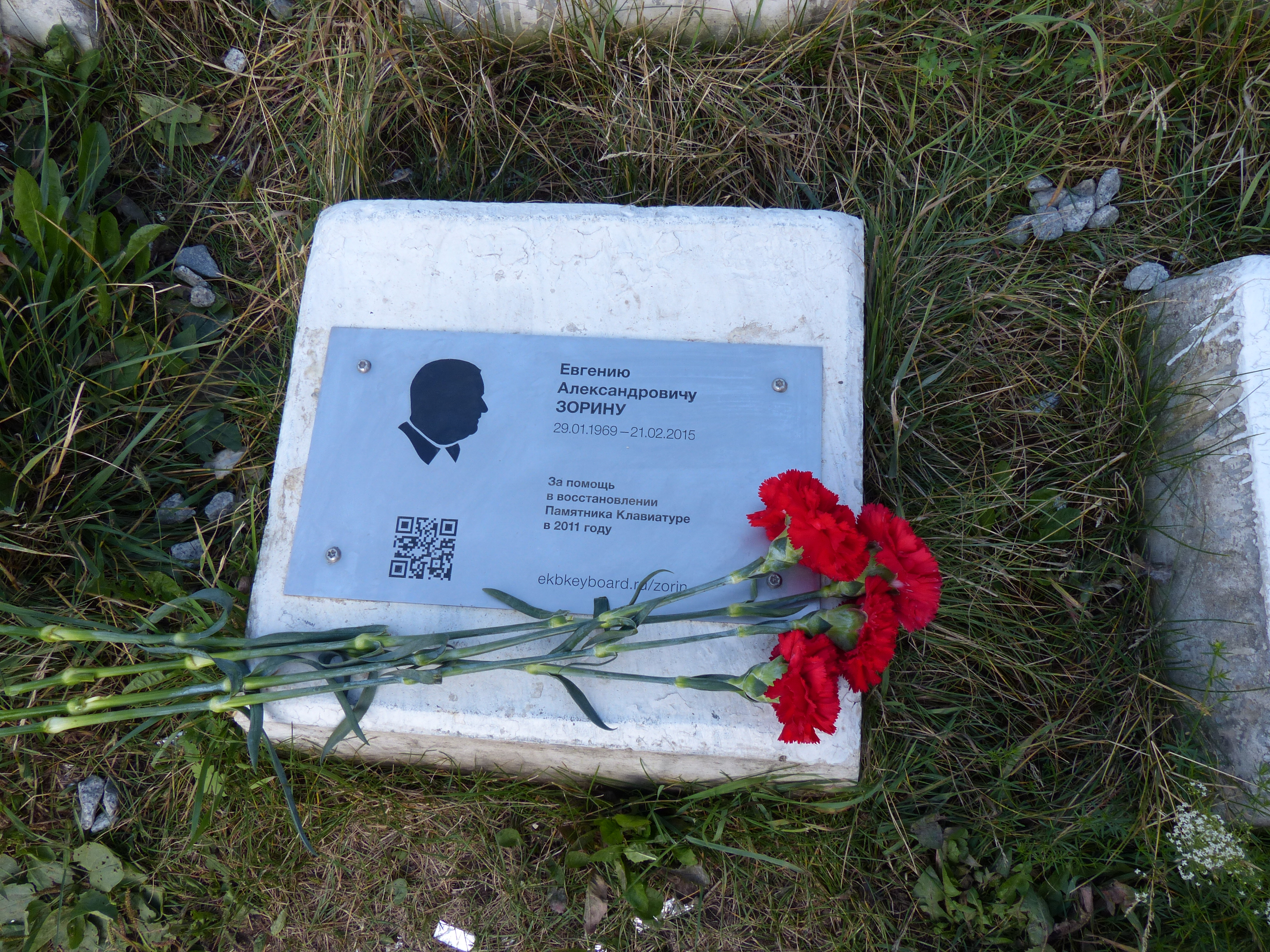
Меморіальна дошка Євгенія Зоріна на клавіші

Бетонну «Клавіатуру» можна розглядати одночасно і як фетиш комп’ютерної ери, і як індустріальний «сад камінців», масштабний експеримент, що формує,нову комунікаційну  середу на терені міської набережної Єкатеринбурга. Кожна клавіша бетонної клавіатури є одночасно і імпровізованою лавкою. Монумент став культурною кам’яткою сучасного іміджу міста та новим «брендом».
Позитивний резонанс відносно проєкту спостерігається серед всіх шарів населення міста. Моніторинг реакції перехожих на набережній показав, що у 80 % нагод реакція людей, що переходять — захоплення, у інших нагодах — зацікавлена. Жителі міста відчувають гордість за реалізацію подібного проєкту на теренах міста, у котрому їх передусім захоплює нестандартність втілення і сучасність побиту.
У лютому 2019 року компанія «Яндекс» опублікувала статистику пошукових запитів росіян, пов’язаних із музеями, пам’ятками та виставками. У рейтингу пам'ятників,  пам'ятник клавіатурі опинився на 2-му місці: його випередив лише Мідний вершник у Петербурзі, третім опинився пам'ятник Мініну та Пожарському на Червоній площі у Москві.

## Питання охорони об'єкту
До червня 2011 року невідомі викрали декілька клавіш  з пам'ятника (клавіші F1, F2, F3, Y), а на клавішу Windows  нанесений логотип Apple.
У зв'язку з цим у червні 2011 року керівник паблік-арт-програми Пермського музею сучасного мистецтва PERMM Наіля Аллахвердієва запропонувала перенести пам'ятник клавіатурі у сусідню Пермь. За її словами, у Єкатеринбурзі про нього ніхто не дбав, а пермський музей був дуже зацікавлений у цьому арт-об'єкті.
Зусиллями Єкатиринбурзьської ініціативної групи, куди увійшли Євгеній Зорін, Лідія Кареліна, директор ООО «Літек» Надія Заостровних, 17 серпня 2011 року втрачені клавіші були відновлені. Ремонт пам'ятника став можливий завдяки Антону Борисенко, директору компанії «Юніон Тракс», що займався продажем і обслуговуванням вантажівок. Під час реставраційних робіт був присутній автор пам'ятника Анатолій Вяткин.
За словами координатора проєкту Надії Заостровних, завдяки ремонту відома Єкатиринбурзьська пам’ятка тепер точно не зможе поїхати у Пермь. "Але проблема залишається, хотілось би, щоб найбільша клавіатура в світі потрапила в реєстр пам’ятників, була під охороною країни та ніїто ніколи не зміг би її у нас забрати. Для цього ми створили колективне звернення про внесення пам’ятника клавіатурі в реєстр культурних цінностей, 30 липня 2011 року в День сісатміна ми зібрали більш ніж 100 підписів і 4 серпня 2011 року передами всі в адміністрацію міста. Поки чекаємо на відповідь", -- відмітила Надія Заостровних.
З подачі Євгения Зоріна та однодумців біла пам'ятника  стали проводити регулярні культурно-масові заходи, основним із яких є так званий щорічний «Суботник на Клавіатурі». Під час «суботника» проводиться очистка та пофарбування клавіш, а також проводять чемпіонати з кидання на дальність зіпсованих комп’ютерних мишей, підніманню зв’язки жорстких дисків і т. д. У 2017 році у процедурі пофарбування взяли участь два волонтери з США. Також в останню п'ятницю липня в клавіатурі офіційно проводять День сисадміна з аналогічними змаганнями.
У травні 2019 з'явилась інформація про те, що  пам'ятник перебуває під загрозою знищення у зв'язку з забудовою навколишньої території. Зруйновані сходи, що вели до пам'ятника

## Цікаві факти
- Професор Ніклаус Вірт, побував у Єкатиренбурзі (винахідник мови Паскаль), висловив жадобу відвідати проєкт навіть на стадії монтажу.[17]
- Пам'ятник вплинув на символічну переінтерпретацію всього оточуючого простору і різке підвищення його креативності. Розташований поблизу, старовинний кам’яний дім тепер називають «системний блок». Головна міська річка Ісеть на інтернет-форумах тепер називають як «I-сіть», а поруч з «Клавіатурою» пропонують розмістити пам’ятник модему. Жителі Єкатеринбурга фантахують х приводу можливого розміщення пам’ятника монітору та комп’ютерної миші.[18]
- Проєкт винесений на конкурс за статусом одного з семи чуд Росії.[19]
- У 2011 році за результатами інтернет-голосування пам'ятник увійшов у десятку найпопулярніших пам’яток Єкатеринбурга проєкту «Червона лінія». 29 квітня 2011 року у пам'ятника було покладено початок «Червоної лінії».[20]
- У 2018 році у зв'язку з проведенням у Єкатеринбурзі частини матчів Чемпіонату світу по футболу скульптура отримала додаткову увагу гостей міста з різних країн, у результаті чого 3 липня про пам'ятник вийшла розгорнута стаття у американській газеті New York Times[21].

## Покликання
- Непідйомна "клавіатура" в колевції "1001 чудо світу"
- «Пам'ятник клавіатурі» на порталі «Уралнаш»
- Офіційний сайт пам’ятника клавіатурі